# 'Ndrina Marando
I Marando  sono una 'ndrina della 'ndrangheta calabrese, originaria di Platì.
Nel nord Italia si trovano nella zona sud di Milano in collaborazione con i Sergi e i Papalia con i quali si occupano del traffico di cocaina e eroina a Volpiano, in provincia di Torino e in Liguria con gli Stefanelli fino all'inizio degli anni '90 e a Roma dagli anni 2000. La principale attività del clan è il traffico di droga.

## Storia

### Anni '80 - Il traffico di eroina e il sequestro di Marcellino Talladira e Lorenzo Crosetto
In questo periodo Francesco Marando gestisce un traffico di eroina proveniente dal Pakistan.
Alla fine del 1979 viene rapito il ventenne Marcellino Talladira, figlio di un imprenditore edile da una banda composta da Francesco Grasso di Reggio Calabria, Vincenzo Marando, Giovanni Giampaolo e Giovanni Nirta di Locri e Michele Ieraci di Anoia. Fu liberato all'inizio del 1980 a seguito dell'ottenimento del riscatto pari a 700 milioni di lire.
Il 3 luglio 1981 viene rapito a Casale l'impresario stradale Lorenzo Crosetto e un mese dopo viene trovato morto in una baracca a Sessant nelle campagne astigiane nonostante fu pagato un riscatto di 683 milioni di lire. Il corpo verrà recuperato solo 2 anni dopo, il 31 maggio del 1983 grazie ad un pentito di 'ndrangheta
Nel 1984 Francesco Marando viene arrestato per il possesso di 4 kg di eroina.

### Anni '90 - La faida di Volpiano
Il pentito Rocco Varacalli racconta di una faida avvenuta alla fine degli anni '90 tra il vangelista Pasqualino Marando capo a Volpiano, in provincia di Torino e le cosche liguri, in particolare gli Stefanelli..
Nel 1993 a Volpiano, viene scoperto un traffico internazionale di droga gestito dalle 'ndrine di Volpiano che coinvolgeva anche la malavita turca, criminali portoghesi e pachistani.
Nel 1995, Francesco Marando viene arrestato, successivamente evade ma viene ritrovato morto a Chianocco, in Val di Susa, probabilmente a causa della faida con gli Stefanelli. Ad ordinarne l'omicidio sarebbe stato Antonio Stefanelli.
La faida scoppiò per una partita di droga.
Nel 1996 a Chianocco in Val di Susa viene trovato il cadavere di Francesco Marando.
Il fratello Antonio Marando accusa dell'omicidio Antonino Stefanelli, originario di Oppido Mamertina.
Il 1º giugno 1997 Pasquale Marando per volere di Domenico Marando uccide in frazione Tedeschi di Leinì Antonio Stefanelli, il padre Antonino e il loro guardaspalle Francesco Mancuso.
Roberto Romeo vicino agli Stefanelli riuscì a fuggire a quell'agguato ma fu ucciso pochi mesi dopo a Rivalta. 
Solo nel 2013 Rosario Marando rivelerà nel processo che aveva aiutato Rosario e Antonio Trimboli (entrambi caso di lupara bianca nel 2000), Giuseppe Perre (condannato e in carcere) e Giuseppe Leuzzi (ad oggi incapace di intendere) a seppellire i cadaveri di Antonio e Antonino Stefanelli e di Francesco Mancuso nei boschi di Condove.

### Anni 2000 - Operazione Igres
Nel 2002 con l'operazione Igres vengono arrestati esponenti dei Marando per traffico di droga internazionale, insieme ai Trimboli, al Trafficante Roberto Pannunzi e a Cosa Nostra.

### Oggi - Operazione Minotauro e lo spaccio di droga a Roma
Nel 2012 risultano coinvolti nell'operazione Minotauro che fa luce sulle strutture e attività di 'Ndrangheta in Piemonte.
Nel 2014 la corte di cassazione assolve Rosario Marando del riciclaggio di 33 milioni di euro che sarebbero stati accumulati negli anni dai sequestri di persona e dal traffico di droga da lui e dal fratello Pasquale Marando morto nel 2002 e ordina di rifare il processo.
Il 17 febbraio 2022 vengono arrestate 65 persone per spaccio di droga a San Basilio (Roma) in particolare nelle vie Corinaldo, Sirolo, Mondolfo, e Fabriano, che era gestito da Alfredo e Francesco Marando, Nipoti dei boss Ndranghetisti, Marco Marinsaldi e Luigi Marando, con l’aiuto di un giovane esponente noto come AK. Gestivano uno spaccio del valore di 200 milioni di euro gestito dai fratelli e nipoti, espandendosi dal Lazio fino al resto dell’Europa, fino al Marocco (Ketama) e America Latina (Colombia e Messico),organizzandosi con contatti primari albanesi e camorristi, per la gestione delle piazze Italiane ed Europee. Le loro vedette si organizzano con turni come una vera e propria attività commerciale della droga. Alle loro vedette veniva anche fornito il pranzo e una paga extra nel mese di dicembre, una sorta di tredicesima. Nello stesso periodo si organizzavano, assieme alle cosche ndranghetiste calabresi di San Luca, Platì, Cosenza, e Crotone, (famigliari di primo grado dei esponenti), per avviare un nuovo commercio nel 2023 con gruppi Olandesi di origine Marocchine, e Tedeschi di origine Turche. Per il momento non ci sono risorse d’informazioni sicure, ma ciò è stato riferito da una conferenza stampa della DIA e i ROS  della procura di Roma..
Il processo Coffee Bean si conclude in Cassazione il 22 marzo 2024 che conferma le condanne a 14 anni di carcere di Alfredo e Francesco Marando (figli di Rosario Marando) come anche i parenti Paolo e Domenico Natale Perre.

## Albero genealogico dei Marando
Albero genealogico della famiglia:
|              |              |               |               |                                                 |                                                 |                            |                            |                                                                          |                                                                          |                                        |              |                  |                  |               |                                                            |                                                            |                                                              |                                                              |                 |                                 |                                 |
|              |              |               |               |                                                 |                                                 |                            |                            |                                                                          |                                                                          | Antonio Marando Morto ucciso a Cirella |              |                  |                  |               |                                                            |                                                            |                                                              |                                                              |                 |                                 |                                 |
|              |              |               |               |                                                 |                                                 |                            |                            |                                                                          |                                                                          |                                        |              |                  |                  |               |                                                            |                                                            |                                                              |                                                              |                 |                                 |                                 |
|              |              |               |               |                                                 |                                                 |                            |                            |                                                                          |                                                                          |                                        |              |                  |                  |               |                                                            |                                                            |                                                              |                                                              |                 |                                 |                                 |
| Rosa Marando | Rosa Marando | Giusy Marando | Giusy Marando | Francesco Marando Morto ucciso a Chianocco 1996 | Francesco Marando Morto ucciso a Chianocco 1996 | Luigi Marando Morto ucciso | Luigi Marando Morto ucciso | Pasquale Marando Ex capo locale di Volpiano Morto nel 2002 lupara bianca | Pasquale Marando Ex capo locale di Volpiano Morto nel 2002 lupara bianca | Anna Marando                           | Anna Marando | Domenico Marando | Domenico Marando | Rocco Marando | Rocco Marando                                              | Rosario Marando                                            | Rosario Marando                                              | Alfredo Marando                                              | Alfredo Marando | Nicola Marando Migra a Volpiano | Nicola Marando Migra a Volpiano |
|              |              |               |               |                                                 |                                                 |                            |                            |                                                                          |                                                                          |                                        |              |                  |                  |               |                                                            |                                                            |                                                              |                                                              |                 |                                 |                                 |
|              |              |               |               |                                                 |                                                 |                            |                            |                                                                          |                                                                          |                                        |              |                  |                  |               |                                                            |                                                            |                                                              |                                                              |                 |                                 |                                 |
|              |              |               |               |                                                 |                                                 |                            |                            |                                                                          |                                                                          |                                        |              |                  |                  |               | Alfredo Marando in carcede dal 2024 (processo Coffee bean) | Alfredo Marando in carcede dal 2024 (processo Coffee bean) | Francesco Marando in carcede dal 2024 (processo Coffee bean) | Francesco Marando in carcede dal 2024 (processo Coffee bean) |                 |                                 |                                 |

- Domenico Marando, fratello di Pasquale, succedette a suo fratello come capo locale di Volpiano, carica che ebbe fino al suo arresto.[4]. Condannato a 30 anni di carcere per gli omidici di Stefanelli e Mancuso nella faida di Volpiano[14].
- Luigi Marando
- Pasquale Marando (? - 2002), capo locale a Volpiano dopo di Nicola Agresta, con dote di vangelista[15]. Nel 1996 nel processo "Riace" viene condannato a 30 anni di carcere, che diventano 24 in appello, ma nel 1999 la Cassazione afferma che bisogna rifare il processo ma ormai caduti i termini di custodia ha solo obbligo di firma e va a vivere a Roma nel quartiere San Basilio da cui riprende a gestire il traffico internazionale di droga[15]. Secondo il pentito Rocco Marando sarebbe stato ucciso dai suoi cognati Trimboli come rivelatogli da Giuseppe Aquino e gli Aquino stessi si sarebbero impossessati delle sue ricchezze accumulate[16][15]. Fu condannato a 23 anni e sei mesi di carcere per traffico di droga e associazione mafiosa.[4] Il 3 luglio 2021 la corte di Cassazione condanna Saverio Trimboli per l'omicidio[15].
- Rocco Marando, pentito[4], cognato di Saverio Agresta
- Francesco Marando ( 1960 - Chianocco 1996), figlio di Antonio entra nel traffico di droga negli anni '90 a Volpiano per cui viene condannato a 17 anni di carcere in appello. Sposa Maria Stefanelli nel 1990, originaria di Oppido Mamertina e i cui parenti fanno parte dell'omonima 'ndrina operante a Varazze e dintorni in Liguria. Il 4 luglio 1995 evade dall'ospedale psichiatrico di Le Galliera a Genova. A maggio del 1996 viene trovato morto carbonizzato a Chianocco[17]
- Rosario Marando, Nel 2014 viene assolto per riciclaggioe e il 12 giugno 2020 viene assolto dagli omicidi di Stefanelli e Mancuso della faida di Volpiano[14].
- Nicola Marando

## Cultura di massa
- Irpimedia ad agosto 2021 pubblica il Terzo episodio della sua prima serie di Podcast Archivi criminali: La faida di 'ndrangheta che ha insanguinato il Piemonte[18].